# Arnold IV van Loon
Arnold IV (? - waarsch. 22 februari 1273) was de elfde graaf van Loon van 1227 tot 1273. Hij was de opvolger van zijn broer Lodewijk III. Zijn regering - 46 jaar - is de langste uit de geschiedenis van het graafschap.

## Bestuur
Arnold IV breidde zijn territoriale macht uit door in het huwelijk te treden met Johanna, erfgename van het graafschap Chiny (provincie Luxemburg). Na de dood van zijn schoonvader in 1226 werd Arnold graaf van Chiny. In 1235 verplaatste hij de zetel van dit graafschap van het arendsnest Chiny in de smalle vallei van de Semois naar de meer zuidelijk gelegen vesting van Montmédy. 
Hij was een gewiekst diplomaat en bemiddelde in verscheidene disputen:
- Tussen hertog Hendrik II van Brabant en Wouter VI Berthout, heer van Mechelen.
- Tussen aartsbisschop Engelbert II van Keulen en de inwoners van de stad Keulen.
- Tussen graaf Diederik VI van Holland en Herman, graaf van Cuyck

## Familie
Graaf Arnold IV en Johanna hadden 10 kinderen. Te vermelden zijn:
- Jan (1230-1279)
- Elisabeth, gehuwd met Thomas III van Coucy, heer van Vervins,
- Adelheid, gehuwd met Dirk II van Valkenburg
- Juliana, gehuwd met Nicolaas van Quiévrain
- Lodewijk V van Chiny (1235-1299)
- Margaretha, gehuwd met Willem II van Horne, zijn tweede huwelijk[3]

## Vrijheidscharter aan Hasselt
Het in 1232 verlenen van een vrijheidscharter (stadsrechten) aan de stad Hasselt met dezelfde rechten en voordelen als Luik was zijn belangrijkste bestuursdaad. Hasselt verkreeg hierdoor zijn bestuurlijke vrijheden: poorters kunnen het bestuur kiezen en zich inschrijven bij een van de twaalf ambachten. Hasselt mocht voortaan stadswallen bouwen en tol heffen. Het perron, geplaatst voor het Hasseltse stadhuis met de inscriptie SPQH (Senatus Populusque Hasselensis: het bestuur en het volk van Hasselt) en het monumentale schilderij van Godfried Guffens in de raadszaal van het stadhuis herinneren daar nu nog aan.

## Voorouders
| Voorouders van Jan van Loon | Voorouders van Jan van Loon                                  | Voorouders van Jan van Loon                                  | Voorouders van Jan van Loon                              | Voorouders van Jan van Loon                              | Voorouders van Jan van Loon                            | Voorouders van Jan van Loon                            | Voorouders van Jan van Loon                            | Voorouders van Jan van Loon                            |
| --------------------------- | ------------------------------------------------------------ | ------------------------------------------------------------ | -------------------------------------------------------- | -------------------------------------------------------- | ------------------------------------------------------ | ------------------------------------------------------ | ------------------------------------------------------ | ------------------------------------------------------ |
| Overgrootouders             | Lodewijk I van Loon (1107-1171) ∞ Agnes van Metz (1114-1175) | Lodewijk I van Loon (1107-1171) ∞ Agnes van Metz (1114-1175) | Hendrik I van Gelre (-) ∞ Agnes van Arnstein (1130-1179) | Hendrik I van Gelre (-) ∞ Agnes van Arnstein (1130-1179) | Lodewijk III van Chiny (-1189) ∞ Sophie (-1207)        | Lodewijk III van Chiny (-1189) ∞ Sophie (-1207)        | ? (-) ∞ ? (-)                                          | ? (-) ∞ ? (-)                                          |
| Grootouders                 | Gerard van Loon (1171-1194) ∞ Adelheid van Gelre (-1212)     | Gerard van Loon (1171-1194) ∞ Adelheid van Gelre (-1212)     | Gerard van Loon (1171-1194) ∞ Adelheid van Gelre (-1212) | Gerard van Loon (1171-1194) ∞ Adelheid van Gelre (-1212) | Sibodo III van Zimmern (-) ∞ ? (-)                     | Sibodo III van Zimmern (-) ∞ ? (-)                     | Sibodo III van Zimmern (-) ∞ ? (-)                     | Sibodo III van Zimmern (-) ∞ ? (-)                     |
| Ouders                      | Gerard III van Rieneck (-) ∞ Kunigunda van Zimmern (-)       | Gerard III van Rieneck (-) ∞ Kunigunda van Zimmern (-)       | Gerard III van Rieneck (-) ∞ Kunigunda van Zimmern (-)   | Gerard III van Rieneck (-) ∞ Kunigunda van Zimmern (-)   | Gerard III van Rieneck (-) ∞ Kunigunda van Zimmern (-) | Gerard III van Rieneck (-) ∞ Kunigunda van Zimmern (-) | Gerard III van Rieneck (-) ∞ Kunigunda van Zimmern (-) | Gerard III van Rieneck (-) ∞ Kunigunda van Zimmern (-) |
| Arnold IV van Loon (-1273)  |                                                              |                                                              |                                                          |                                                          |                                                        |                                                        |                                                        |                                                        |

## Het vrijheidscharter uit mei 1232

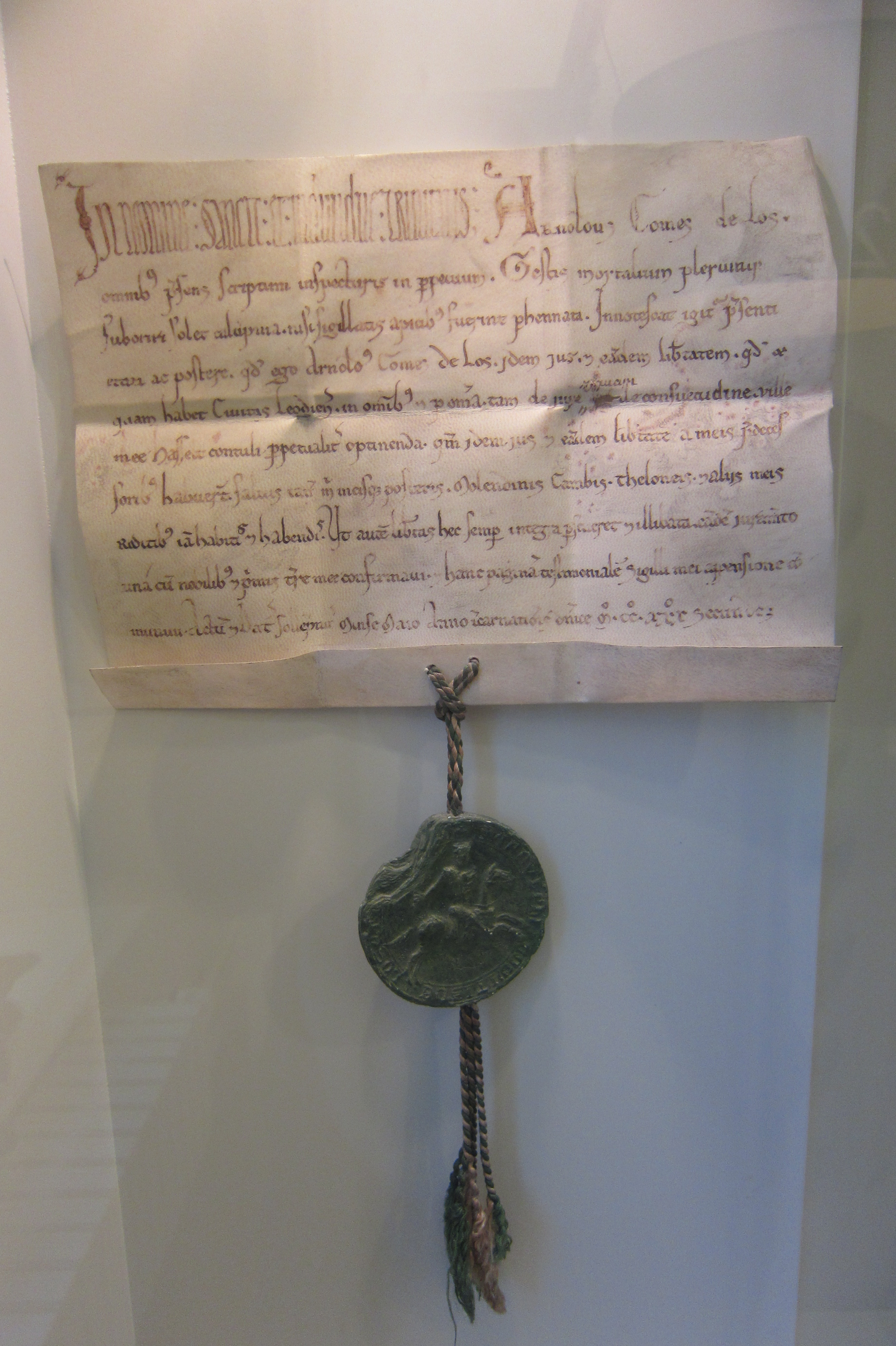
Kopie vrijheidscharter Hasselt van 1232

In naam van de Heilige en onverdeelde Drievuldigheid. Arnold, graaf van Loon, aan allen die dit schrift zullen lezen heil in eeuwigheid.
Meestal pleegt er betwisting te ontstaan over de menselijke handelingen, tenzij ze door gezegelde brieven vereeuwigd zijn. Het weze dus bekend aan onze generatie en aan de toekomende, dat ik Arnold, graaf van Loon, hetzelfde recht en dezelfde vrijheid, die de bisschopsstad Luik bezit, in alles en over alles, zowel van rechtswege als door de gewoonte, aan mijn villa Hasselt heb geschonken, om ze voor eeuwig te genieten, vermits zij datzelfde recht en diezelfde vrijheid van mijn voorgangers gekregen heeft, behoudens nochtans voor mij en mijn nakomelingen, de molens, brouwerijen, tollen en mijn andere inkomsten reeds geïnd of nog te innen. Opdat echter deze vrijheid volkomen en ongeschonden voortschrijde, heb ik ze samen met de edelen en notabelen van mijn land bevestigd en heb ik dit getuigschrift door het aanhangen van mijn zegel bekrachtigd.
Gedaan en gegeven plechtig in de maand mei in het jaar 's Heren geboorte 1232.